# Пескозолидо
Пескозо̀лидо (на италиански: Pescosolido, на местен диалект Pesc'tësòllërë, Пещъсолъръ) е село и община в Централна Италия, провинция Фрозиноне, регион Лацио. Разположено е на 630 m надморска височина. Населението на общината е 1582 души (към 2010 г.).